# Gordon Korman
Gordon Korman (Montreal, 23 de outubro de 1963) é um escritor canadense. Publica diversas séries de aventura de bastante sucesso nos Estados Unidos. 

Gordon escreveu seu primeiro livro quando tinha apenas 14 anos. Sua mãe o datilografou (naquele tempo não havia computador) e ele enviou para uma editora. O livro foi aceito e publicado. O segredo de escrever, para ele, é partir de um fato real e deixar que a sua imaginação melhore a história. Na escola, Gordon gostava bem mais de ciências e matemáticas que de literatura, e se não fosse escritor, seria engenheiro. É responsável por diversos volumes na coleção The 39 Clues, dentre eles One False Note, The Emperor's Code, 1/4 de A Ascensão dos Vesper e A Conspiração Medusa. 